# Schwarzlose Model 1898
Schwarzlose Model 1898 là loại súng ngắn bán tự động do Andreas Wilhelm Schwarzlose thiết kế tại Phổ. Trước khi trở thành nhà thiết kế vũ khí, ông đã làm việc như một thợ gia công các loại vũ khí cho đế quốc Áo-Hung sau đó mở một nhà máy vũ khí cho riêng mình tại Berlin. Thiết kế của loại súng này được đánh giá là khá hiện đại mà còn rất tiên tiến trong khái niệm thời mà nó được tạo ra với đặc tính kỹ thuật đáng chú ý là thoi nạp đạn xoay. Đây là loại súng thiết kế để thật sự là súng cầm tay nạp đạn tự động chứ không phải cơ chế của súng trường bán tự động giảm kích thước. Dù vậy số lượng được chế tạo không nhiều và không rõ, loại súng này ban đầu được bán với số lượng nhỏ cho Boer trước cuộc chiến giữa Vương quốc Anh và Cộng hòa Nam Phi năm 1899-1902, sau đó bán với số lượng lớn cho đế quốc Nga nhưng không phải cho chính phủ mà là cho Đảng Dân chủ Nga vốn đang chuẩn bị cho cuộc cách mạng năm 1905.

## Thiết kế
Schwarzlose Model 1898 sử dụng cơ chế hoạt động khá lạ cho một loại súng ngắn là nạp đạn bằng độ giật lùi nòng ngắn kết hợp thoi nạp đạn xoay với bốn móc khóa viên đạn cố định. Khi bắn nòng sẽ hấp thu lực giật và lùi lại một đoạn nén tối đa lò xo nằm song song bên dưới nó và dừng lại khi đi vào bộ phận khóa nòng cố định ngăn không cho nó bị đẩy ngược ra phía trước. Thoi nạp đạn vốn bị khóa chung với nòng sẽ xoay 45º ngược chiều kim đồng hồ khi bị nòng đẩy lùi lại do rãnh xoắn trên thoi và gờ trên khung súng, thoi sẽ mở khóa và tiếp tục di chyển về phía sau khi nòng ngừng lại để thực hiện chu kỳ nạp đạn. Vỏ đạn cũ nếu có sẽ bị đẩy lên phía trên bay ra ngoài, thoi nạp đạn sau khi kết thúc chu kỳ lùi sẽ bị đẩy lên phía trước nạp viên đạn mới vào khoang chứa đạn, mở khóa bộ phận khóa giữ nòng cố định và di chuyển cùng nòng lên trước cũng như trong lúc di chuyển thoi nạp đạn sẽ xoay để khóa lại với nòng.
Hệ thống nhắm cơ bản của súng là điểm ruồi. Nguyên mẫu thiết kế có sử dụng bộ phận gia tốc thoi nạp đạn nhưng bộ phận này đã bị bỏ ra khi tiến hành sản xuất đại trà ít nhất là hầu hết trong số chúng. Hộp đạn rời của súng có thể chứa 7 viên.